# Spizella pallida
Spizella pallida е вид птица от семейство Овесаркови (Emberizidae).

## Разпространение
Видът е разпространен в Бахамските острови, Гватемала, Канада, Куба, Мексико, САЩ и Търкс и Кайкос.